# Вебер, Вильгельм Эрнст
Вильгельм Эрнст Вебер (нем. Wilhelm Ernst Weber; 14 октября 1780, Веймар, — 26 марта 1850, Бремен) — немецкий филолог.
Изучал филологию в Лейпциге, преподавал историю литературы во многих немецких гимназиях; умер директором гимназии в Бремене.

## Труды
Из его трудов следует отметить переводы на немецкий язык:
- фрагменты греческих элегических поэтов (Франкфурт-на-М., 1826);
- «Греческая антология» (Штутгардт, 1838);
- «Сатир Горация» (там же, 1852)

и историко-литературные сочинения:
- «Vorlesungen zur Aesthetik, vornehmlich in Bezug auf Goethe und Schiller» (Ганновер, 1831);
- «Aestetik aus dem Gesichtspunkt gebildeter Freunde des Schönen» (Бремен, 1834—36);
- «Goethes Faust»(1836);
- «Goethes Iphigenia u. Schillers Teil» (1839);
- «Schule und Leben» (1837)
- «Klassische Altertumskunde».

## Источник
- Вебер, Вильгельм Эрнст // Энциклопедический словарь Брокгауза и Ефрона : в 86 т. (82 т. и 4 доп.). — СПб., 1890—1907.